# Heavenly Christmas
Heavenly Christmas - to trzeci studyjny album amerykańskiej wokalistki Jackie Evancho. Jest to zarazem jej drugie świąteczne wydawnictwo po EP - O Holy Night. Album został wydany 1 listopada 2011. Przy nagrywaniu utworów Jackie towarzyszyły Orchestra of St.Luke's oraz New York Chorus of St. Cecilia dyrygowane przez producenta albumu Roba Mounseya. Album promowany był małą trasą koncertową w ramach której Evancho dała trzy koncerty. 

## Lista utworów
1. I'll Be Home for Christmas - 3:53
2. The First Noel - 4:40
3. Away in a Manger - 3:16
4. Believe" - 4:10
5. White Christmas - 3:57
6. What Child Is This - 3:30
7. O Come All Ye Faithful - 3:49
8. O Little Town of Bethlehem - 4:01
9. Walking in the Air - 3:33
10. Ding Dong Merrily on High - 3:01

## Notowania
| Lista (2011)                     | Najwyższa pozycja |
| -------------------------------- | ----------------- |
| Kanada (Canadian Albums Chart)   | 9                 |
| USA (Billboard 200)              | 11                |
| USA (Billboard Classical Albums) | 1                 |
| USA (Billboard Holiday Albums)   | 3                 |